# Kiddo (film)
Kiddo is een Nederlandse roadmovie uit 2023, geregisseerd en mede geschreven door Zara Dwinger in haar speelfilmregiedebuut. De hoofdrollen worden vertolkt door Rosa van Leeuwen en Frieda Barnhard.

## Verhaal
De elfjarige Lu woont in een pleeggezin wanneer haar lang afwezige moeder Karina onverwachts opduikt. Klaar om weer moeder te zijn, neemt Karina Lu mee op een avontuurlijke roadtrip in haar oude sportwagen, helemaal naar Polen.

## Rolverdeling
| Acteur               | Personage        |
| -------------------- | ---------------- |
| Frieda Barnhard      | Karina           |
| Rosa van Leeuwen     | Lu               |
| Aisa Winter          | Hennie           |
| Maksymilian Rudnicki | Grzegorz         |
| Lidia Sadowa         | nicht van Karina |
| Indy-Rose Kroonen    | stiefzuster      |
| Djayklin Lima        | adoptiebroer     |

## Productie
Kiddo is de eerste speelfilm van regisseur/scenarioschrijver Zara Dwinger. De film werd gemaakt in het kader van de Cinema Junior, in co-productie met de NTR en met steun van het Nederlands Filmfonds, CoBo en het Polish Film Institute. 
Sinds Dwinger's afstuderen aan de Nederlandse Filmacademie in 2017 heeft ze meerdere korte films gerealiseerd die hun weg vonden naar internationale festivals. De korte film A Holiday from Mourning werd onder andere geselecteerd voor Asiana ISFF en het Palm Springs ShortFest. In 2021 regisseerde Dwinger de mid-length televisiefilm Het Meisje dat Vervloekt Was. Deze film ging internationaal in première in de competitie van het Slamdance Film Festival in Park City.

## Release en ontvangst
Kiddo ging op 19 februari 2023 in première op het Filmfestival van Berlijn in de Generation K-plus competitie. 
De film verscheen in juli 2023 in de Nederlandse bioscopen.
Tijdens het Nederlands Film Festival 2023 werd de film genomineerd voor zes Gouden Kalveren, waaronder "Beste film", waarvan er twee werden verzilverd: "Beste montage" en "Beste geluid".